# مقاطعة كامبيل (وايومنغ)
مقاطعة كامبيل (بالإنجليزية: Campbell County)‏ هي إحدى مقاطعات ولاية وايومنغ في الولايات المتحدة الأمريكية.